# 38 Pegasi
38 Pegasi är en blåvit stjärna i huvudserien i stjärnbilden Pegasus.
38 Pegasi har visuell magnitud +5,65 och är synlig för blotta ögat vid god seeing. Den befinner sig på ett avstånd av ungefär 360 ljusår.